# Apanteles orsedice
Apanteles orsedice är en stekelart som beskrevs av Nixon 1965. Apanteles orsedice ingår i släktet Apanteles och familjen bracksteklar. Inga underarter finns listade i Catalogue of Life.